# O cunoșteam bine
O cunoșteam bine (titlul original: în italiană Io la conoscevo bene) este un film dramatic italian, realizat în 1965 de regizorul Antonio Pietrangeli,  protagoniști fiind actorii Stefania Sandrelli, Mario Adorf, Jean-Claude Brialy și Nino Manfredi. 

## Rezumat
Adriana este o fată de la țară care s-a mutat în marele oraș, Roma. Uneori lucrează ca și coafeză sau cosmeticiană, alteori câștigă ceva ca plasatoare într-un cinematograf. Bărbații se îndrăgostesc mereu de ea datorită naturii sale lipsite de griji, cât și al farmecului ei. Ea nu este în niciun caz interesată material, nici nu se vinde și nici nu se prostituează, deși ar fi avut des astfel de ocazii. Este în natura ei să se îndrăgostească trecător de un bărbat după altul. Unul dintre ei este tânărul Dario, pe care în curând îl părăsește.
Cunoaște pe Paulo Cianfanna, un tânăr care fotografieză și intervievează tinere care speră să facă carieră în actorie și le plasează pe podiumuri la evenimente de mâna a doua. După un astfel de eveniment pe marginea unui meci de box, el ar dori să o cupleze cu un bătrân comandant, dar ea se întoarce singură acasă. Pe drum, îl întâlnește pe boxerul Emilio Ricci la al cărui meci tocmai fusese, un tip bun la suflet, cu care se simte în mod spontan foarte bine, dar cu care nu are nici o relație. Un alt tovarăș de pat este un scriitor care îi vorbește despre o fată care toată ziua ascultă muzică și dansează, dându-și seama că se referă la ea.
Amintindu-și de familia ei, le face o vizită și află că sora ei mai mică a plecat la o mănăstire, unde s-a îmbolnăvit și a murit.
Curând primește roluri nesemnificative în filme de sandale și spadă și îl cunoaște pe frumosul Antonio, fiu al unui industriaș. Cu toate acestea, s-a îndrăgostit curând de altcineva, care o folosește pe Adriana pentru a o suna pe iubita lui, care este strict supravegheată de părinții ei. Într-o zi, poliția o întreabă despre o brățară pe care i-a dat-o Dario, dar după cum se dovedește, inițial acesta o furase de la o doamnă în vârstă. Află că este însărcinată, vorbește cu vecina ei Barbara, care îi alungă îndoielile cu privire la corectitudinea unui avort: ea nu ar putea duce altă viață decât cea actuală.
La o petrecere mondenă organizată de agentul de presă Paganelli, se întâlnesc actorii de film din Roma. Pe lângă starul de succes, arogantul Roberto, printre invitați se numără și mai puțin căutatul actor Baggini. Implorându-l pe Roberto pentru cel puțin un rol secundar, nu poate rezista îndemnului lui Roberto de a dansa step pe o masă, ceea ce la vârsta lui îl aduce în pragul prăbușirii.
Roberto devine atent la Adriana și îl trimite pe Baggini să o întrebe dacă ar vrea să petreacă noaptea cu el. Ea refuză și în schimb dă un interviu în fața camerei de filmat. Câteva zile mai târziu vede rezultatul în cinematograf, un reportaj care își bate joc de ea, prezentând-o drept o starletă aspirantă proastă, iar Adriana rămâne șocată.
Încă o dată drumul ei se încrucișează cu al lui Dario, care acum are pe altcineva. După încă câteva zile de distracție forțată cu un negru, Adriana își dă seama că viața pe care o duce nu este împlinită. Ea conduce fără țintă pe străzi. Ajungând acasă în apartament, își scoate peruca și se prăbușește de pe balcon.

## Distribuție
- Stefania Sandrelli – Adriana Astarelli
- Mario Adorf – Emilio Ricci - Bietolone
- Jean-Claude Brialy – Dario Marchionni
- Joachim Fuchsberger – scriitorul
- Nino Manfredi – Paolo Cianfanna
- Enrico Maria Salerno – Roberto
- Ugo Tognazzi – Gigi Baggini
- Franco Fabrizi – Paganelli
- Véronique Vendell – Alice Stendhal
- Turi Ferro – comisarul
- Franco Nero – Italo
- Karin Dor – Barbara
- Robert Hoffmann – Antonio Marais
- Solvi Stübing – Susi, turista germană
- Loretta Goggi – fata dela recepție
- Gabriella Lepori – vecina Adrianei
- Tatiana Pavlova – profesoara de dicție
- Franca Polesello – o plasatoare
- Claudio Camaso – primul prieten al Adrianei
- Barbara Nelli – o plasatoare
- Cesarino Miceli Picardi – proprietarul salonului de coafură
- Vittorio Gassman – el însuși, în clip

## Coloana sonoră
Comentariul muzical este opera lui Piero Piccioni, cu toate acestea numeroase cântece ale vremii joacă și ele un rol fundamental în coloana sonoră a filmului, interpretate de respectivi interpreți:
1. Eclisse Twist de Giovanni Fusco și Michelangelo Antonioni (ca Ammonio), interpretată de Mina
2. Addio text de Antonio Amurri, muzica de Piero Piccioni (ca Morgan), interpretată de Mina
3. Ogni giorno che passa de Phaltan și Roccon, interpretată de Mia Genberg
4. Le stelle d'oro de Paolo Lepore și Luigi Naddeo, interpretată de Peppino Di Capri
5. Sweet William de Buddy Kaye și Philip Springer, interpretată de Millie Small
6. Surf della frusta compusă și interpretată de Gino Marinacci
7. Oggi è domenica per noi de Sergio Bardotti și Fenigh, interpretată de Sergio Endrigo
8. Mani bucate compusă și interpretată de Sergio Endrigo
9. Lasciati baciare Col. Letkiss de Lindstrom și Vito Pallavicini, interpretată de Surorile Kessler (Alice și Ellen Kessler)
10. Roberta de Paolo Lepore și Luigi Naddeo, interpretată de Peppino Di Capri
11. What Am I Living For de Fred Jay și Art Harris, interpretată de Millie Small
12. More de Marcello Ciorciolini, Nino Oliviero și Riz Ortolani, interpretată de Gilbert Bécaud
13. E se domani de Carlo Alberto Rossi și Giorgio Calabrese, interpretată de Mina
14. Abbracciami forte muzica de Carlo Donida, textul de Mogol, interpretată de Ornella Vanoni
15. Dimmi la verità compusă și interpretată de Sergio Endrigo
16. Toi muzica de Gilbert Bécaud, textul de Louis Amade, interpretată de Gilbert Bécaud
17. Letkis de Rauno Lehtinen, orchestrația de Yvar Sanna

## Premii
- 1966 – Premiile Nastro d'argento:
  - Cel mai bun regizor lui Antonio Pietrangeli
  - Cel mai bun scenariu lui Ettore Scola, Antonio Pietrangeli și Ruggero Maccari
  - Cel mai bun actor în rol secundar lui Ugo Tognazzi
- 1966 – Festivalul de Film de la Mar del Plata
  - Cel mai bun regizor lui Antonio Pietrangeli

## Aprecieri
„ Pietrangeli își descrie eroina într-un sistem narativ original, care sparge mereu carcasa romanescului prin obsesiile personajelor. ”—T. Caranfil , Dicționar universal de filme 